# Joaquim Leães de Castro
Joaquim Leães de Castro (São Paulo, 26 de janeiro de 1982) é cineasta e psicólogo especializado em sexualidade humana. Desde 2013 vive no Rio de Janeiro, onde mantém um consultório no bairro de Ipanema. 

## Biografia
Formado em Cinema pela Escola Darcy Ribeiro (RJ) e em Psicologia pela PUC-RJ, Joaquim Leães de Castro dirigiu o filme, "Status Quo", documentário que aborda o tema sexualidade na adolescência e a influência das novas mídias sociais. Em seguida escreveu e dirigiu o curta-metragem "Cuidado ao Atravessar a Rua", concorrendo ao prêmio de melhor filme de ficção em Gramado (2010) e no Festival Pan Amazônico de Cinema (2010). Em 2012, dirigiu o documentário "Desmitificando Soteropolitano", fazendo uma incursão pelas ruas de Salvador na Bahia. Em 2016, lança seu primeiro longa, "Bom dia, Ipanema!", documentário sobre os carismáticos vendedores ambulantes da Praia de Ipanema. Fez dois trabalhos voltados exclusivamente na web, a série "Pílulas da Dani" e o portal "Só Entende Quem Namora". Atualmente também é colunista no portal Gay Blog Br.

## Cinema
Entre os trabalhos mais notórios de Joaquim Leães de Castro, destaca-se o documentário Bom Dia Ipanema, que retrata a vida de ambulantes que trabalham na areia da Praia de Ipanema. O documentário já foi pauta no programa Encontro, da Fátima Bernandes, e do Sem Censura, de Leda Nagle. O filme também já foi exibido no Canal Brasil e atualmente está disponível na plataforma de streaming Looke.

## Bom Dia Ipanema
Após o sucesso do documentário Bom Dia Ipanema, as redes sociais que serviram de plataforma para a divulgação do filme se transformaram num canal de notícias, assim como foi feito com o Quebrando o Tabu. Atualmente o portal produz notícias sobre arte, cultura, turismo, gastronomia e lazer no Rio de Janeiro. O site tem como editor-chefe o jornalista Vinícius Yamada, que fundou o portal Gay Blog Br.

## Filmografia
- “Status Quo”, 35 mins, media-metragem, Documentário, Brasil (2008)
- “Cuidado ao Atravessar a Rua”, 12 mins, curta-metragem. Ficção, Brasil (2009)
- “O Soteropolitano”, 15 mins, curta-metragem, Documentário, Brasil, (2012)
- "Bom Dia Ipanema", longa-metragem, Documentário, Brasil (2015)

## Prêmios e Indicações
| Ano  | Prêmio                           | Categoria    | Trabalho indicado             | Resultado | Ref   |
| ---- | -------------------------------- | ------------ | ----------------------------- | --------- | ----- |
| 2010 | Festival Pan Amazônico de Cinema | Melhor Filme | “Cuidado ao Atravessar a Rua” | Indicado  | [ 5 ] |
| 2010 | Gramado Cine Video               | Melhor Filme | “Cuidado ao Atravessar a Rua” | Indicado  | [ 6 ] |